# Limonia graciosa
Limonia graciosa là một loài ruồi trong họ Limoniidae. Chúng phân bố ở miền Australasia.